# Rouge total
Rouge total est le cinquième album de la saga de bande-dessinée XIII de William Vance et Jean Van Hamme.

## Résumé
Lors de l’enterrement d’Henry Sheridan, son fils Wally est victime d’un attentat. Il n’est que blessé mais le tireur, lui, est aussitôt abattu par un sniper.
L’amiral Carl Heideger, le ministre de la Défense Pat Donnelly, le juge Longman et le Général Carrington sont aussitôt arrêtés pour complicité de meurtre, complot contre l’État et haute trahison. Des documents les impliquant auraient été trouvés chez l’homme qui a tenté d’assassiner le sénateur. Ils possèdent également des documents les reliant à Jason Fly et à l’assassinat de William Sheridan. Calvin Wax rend visite à Carrington avec le Général Max Standwell (dit "Le Boucher"), qui remplace Carrington à la tête de l'État-Major Interarmées, en lui proposant de signer des aveux. Mais Carrington refuse, blesse gravement Standwell et tente de s'évader, mais tombe dans un piège et est ramené dans sa cellule.
Pour l’armée, l’opération « Rouge total » se prépare : c’est une opération de grandes manœuvres pendant lesquels l’armée occupera les principaux centres névralgiques du pays. Le général Carrington pense que le but des arrestations dont il a été victime est de permettre à la « bande des tatoués » de s'emparer de postes nécessaires pour décréter l’état d’urgence et prendre ainsi le contrôle du pays. Il pense que l’homme qui l’a arrêté, Calvin Wax, le conseiller de l’actuel président Joseph Galbrain, est le numéro I de l’organisation.
De son côté, XIII, en compagnie de Betty et Jones, sont toujours coincés en pays hispanique et rencontrent Emiliano, qui les guide vers son village. Il s’agit d’un piège organisé par le Colonel Mac Call des SPADS, dont ils réchappent pour se retrouver dans l’hacienda du marquis de Préseau qui possède un jet privé. Ils embarquent le Marquis à bord du jet mais se retrouvent à court d’essence et décident de poursuivre en voiture afin de rallier Washington.
Parvenus à destination, ils retrouvent le colonel Amos qui les emmène auprès de Wally Sheridan. Celui-ci leur annonce qu’il ne va pas leur être d’un grand secours car Calvin Wax, devenu ministre de la Défense à la place de Donnelly, a fait avancer « Rouge Total » de 24 h et que le président Galbrain est en route pour SSH1 (base secrète du grand État-major) où il doit rester durant toute la durée des manœuvres.
Avec Walter Sheridan, ils parviennent à accéder à SSH1 sous de fausses identités mais sont immédiatement repérés et interpellés par le colonel Mac Call.
Seuls XIII et Jones réussissent à s'échapper. Mc Call poursuit alors le plan du coup d'État ourdi par les XX : il enferme le président, ainsi que le colonel Amos, le sergent Betty et Wally Sheridan qu'il vient d'arrêter dans la pièce d'à côté, où il a posé une bombe. En la faisant exploser, il pourra ainsi faire croire à un attentat contre le président et faire décréter l'état d'urgence. Mais XIII et Jones font irruption et XIII tue Mc Call.
Jones a été touchée par une balle de Mac Call mais n’est que blessée et XIII parvient à libérer les prisonniers. Le complot déjoué, Calvin Wax révèle qu'il n'est que le numéro II de l’organisation et met fin à ses jours en mâchant une petite capsule de cyanure. Standwell, le bras droit de Calvin Wax, se révèle quant à lui être le Numéro III du complot, et affirme que seul Calvin Wax connaissait l'identité réelle de Numéro I.
Les personnes arrêtées par Wax sont toutes relâchées (à l'exception de Carl Heideger, mort par accident d'un coup au foie lors de son arrestation). L'enquête officiellement close, Amos prend sa retraite, mais décide de passer son temps à traquer la Mangouste. Quant à XIII, la Cour suprême casse son jugement pour le meurtre de Jeremie et Matt Rowland. Walter Sheridan devint le 44e Président des États-Unis. Les membres de la conspiration se font démasquer et arrêter, et le général Standwell est retrouvé mort en prison (l'enquête conclue au suicide). Le numéro I reste cependant inconnu.

## Accueil par la critique
Selon un article du Matin, les dessins et les couleurs sont « superbes. »